# Legends PbeM

Logo von Legends

Legends ist ein kostenpflichtiges, weltweit per E-Mail gespieltes, rundenbasiertes Strategie- und Rollenspiel, das in mehreren Fantasy-Welten spielt. Ursprünglich 1986 in den USA als Postspiel von Jim Landes (Midnight Games) entwickelt, wird es seit 2002 vom walisischen Unternehmen Harlequin Games betrieben. Der Lizenznehmer im deutschsprachigen Raum ist die SSV Klapf-Bachler OG mit Sitz in Graz. Das Briefspiel startete dort 1990. Das aktuelle Regelwerk zählt mit 386 Seiten zum umfangreichsten des Genres. Das Spiel, sowie zwei Module wurden 1995, 2004 und 2010 mit dem Origins Award ausgezeichnet. In den 1990er Jahren zählte Legends zu den größten deutschsprachigen Postspielen. Die Aufstellungen wurden mit einem Nadeldrucker erstellt. Die aktuelle Version 3 existiert seit 2011 (Deutschland: 2012).
Die Spielerzahl war beim Postspiel (bis 1998) auf bis zu 200 begrenzt und liegt aktuell zwischen 30 und 60 je Spiel. Die Gesamtspieldauer beträgt durchschnittlich etwa zwei bis drei Jahre, ursprünglich auch bis zu fünf Jahre.
Allein das Regelwerk ohne Module bestand in der Printversion aus über 250 Seiten; das Gewicht betrug 1.800 Gramm. Der Preis betrug 350 Schillinge zuzüglich Porto. Die aktuelle Version 3.03, sowie die Module und Tools können kostenlos als PDF heruntergeladen werden.
Das Spiel wird seit Version II mit Hilfe von Tools und grafischen Editoren gespielt (Legends Position Editor LPE, Legends Turn Editor LTE (Shareware)), welche grafisch einem frühen 2D-Computerspiel ähneln.
Die Spielewelten sind riesig und bestehen aus über 10.000 Orten sowie tausenden Charakteren und Monstern. Eine Besonderheit sind fliegende Wolkenburgen.
Die Zugabgabefrist (ZAT) variiert je nach Modul und Spielabschnitt, beträgt in der Regel aber 14 Tage, anfangs auch sieben bis zehn Tage. Die Kosten pro Einzelzug/Befehl betragen mindestens £0.07, in Deutschland 0,12 Euro (ursprünglich 50–150 Schillinge zuzüglich Porto). Da viele Befehle pro Spielrunde abgegeben werden, kostet jede Runde im Schnitt 10 EUR (zwischen fünf und 13,90 EUR). Weitere einmalige und laufende Kosten fallen an, so für den Spielstart, bei Korrekturen, Shareware/Lizenzgebühren der Tools und früher bei der Auswertung, die nun zu 99 % per Computer geleistet wird. Die ersten 10 Runden sind für Neukunden kostenlos.

## Module
Es existieren derzeit (Stand November 2017) 18 Module bzw. unterschiedliche Spielewelten, die teils mehrfach neu aufgelegt wurden. Aktuell wird in Deutschland Reich der Unsterblichen gespielt.
- Krone von Avalon (Original: Crown of Avalon, 1988)
- Reich der Unsterblichen (Realm of the Immortals, 1990), Neuauflage 2002 als Immortals' Realm
- Die Nordinsel (North Island Campaign, 1992), Neuauflage 2001 als North Island Campaign II, bestes PBeM, Game Manufacturers Association Awards
- Sphäre der Finsternis (Dark Domain, 1994), Neuauflage 2002 als Dark Domain II
- Swords of Pelarn (1995), Origins Award
- Spirit of Pelarn
- Crown of Chaos (1997)
- Twilight Crusade (2003)
- Hannibal’s War (2003)
- Adventures in Avalon (2004), Neuauflage 2007 als Avalon Revisited
- Dark Realm
- Mystic Sea
- The Final Battle
- Unknown World
- The One Ring, (2009), lizenziert und basierend auf Der Herr der Ringe, Origins Award
- Warlords of Anjora
- Jade Eye
- Victory Island
- Blood Tides Rising